# Haakon Rudý
Haakon Rudý (Håkan Röde) byl švédským králem v letech 1070–1079. Byl pravděpodobně nemanželským dítětem Stenkila. Přízvisko dostal podle barvy svých vlasů.
Ačkoliv různé historické zdroje si odporují, Haakonova pozice jako nástupce Stenkila († 1066) je obecně přijímána. Od roku 1070 zřejmě vládl v některých oblastech Švédska (kde byl jeho předchůdcem Halsten Stenkilsson) a od roku 1075 také v Upplandu (kde byl jeho předchůdcem Anund Gårdske). Nationalencyklopedin u nástupnictví vládců vynechává Anunda a uvádí Haakona jako nástupce Halstena Stenkilssona.
V posledních letech měl Haakon podle všeho spoluvladaře, kterým byl Inge I., syn Stenkilův, který se také stal jeho nástupcem.
Švédský historik Adolf Schück se domnívá, že Blot-Sven, který měl přerušit Ingeho vládu, a Haakon Rudý, byli ta samá osoba..